# 보야나섬

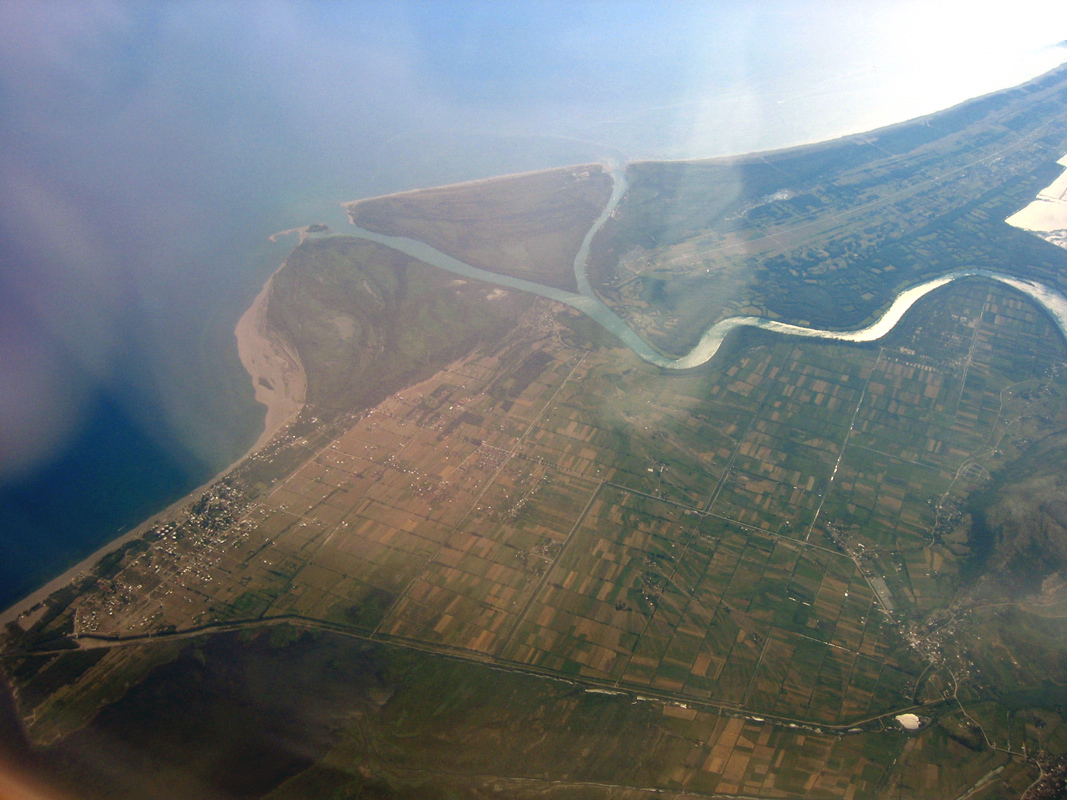
보야나 섬 항공사진

보야나섬(몬테네그로어: Ada Bojana / Ада Бојана)은 몬테네그로 울친에 있는 섬이다. 바다로 흘러드는 강 하구에 모래가 쌓여 생긴 섬이다. 몬테네그로의 최남단에 해당하며, 바로 이웃한 알바니아와 떨어져 있다. 면적은 4.8km2이고, 양 옆쪽에 보야나 강과 아드리아 해에 마주하고 있다. 몬테네그로의 인기 있는 관광지로서 3km에 달하는 모래사장을 가진 해변, 몬테네그로의 전통적인 해물 요리를 파는 식당이 있다.